# Гасті (Колорадо)
Гасті (англ. Hasty) — переписна місцевість (CDP) в США, в окрузі Бент штату Колорадо. Населення — 182 особи (2020).

## Географія
Гасті розташоване за координатами 38°6′24″ пн. ш. 102°57′22″ зх. д. / 38.10667° пн. ш. 102.95611° зх. д. (38.106555, -102.956167).  За даними Бюро перепису населення США в 2010 році переписна місцевість мала площу 0,91 км², уся площа — суходіл.

## Демографія
Згідно з переписом 2010 року, у переписній місцевості мешкали 144 особи в 58 домогосподарствах у складі 44 родин. Густота населення становила 158 осіб/км².  Було 79 помешкань (87/км²).
Расовий склад населення:
| - 92,4 % — білих - 1,4 % — азіатів - 5,6 % — осіб інших рас |

До двох чи більше рас належало 0,7 %. Частка іспаномовних становила 12,5 % від усіх жителів.
За віковим діапазоном населення розподілялося таким чином: 26,4 % — особи молодші 18 років, 52,8 % — особи у віці 18—64 років, 20,8 % — особи у віці 65 років та старші. Медіана віку мешканця становила 47,0 року. На 100 осіб жіночої статі у переписній місцевості припадало 92,0 чоловіків;  на 100 жінок у віці від 18 років та старших — 92,7 чоловіків також старших 18 років.
Середній дохід на одне домашнє господарство  становив 46 820 доларів США (медіана — 46 250), а середній дохід на одну сім'ю — 52 171 долар (медіана — 49 107). За межею бідності перебувало 16,1 % осіб, у тому числі 26,1 % дітей у віці до 18 років та 8,3 % осіб у віці 65 років та старших.
Цивільне працевлаштоване населення становило 27 осіб. Основні галузі зайнятості: публічна адміністрація — 25,9 %, освіта, охорона здоров'я та соціальна допомога — 25,9 %, науковці, спеціалісти, менеджери — 11,1 %, сільське господарство, лісництво, риболовля — 11,1 %.